# Sugon
Sugon ou plus officiellement Dawning Information Industry est une entreprise chinoise spécialisée dans la fabrication de supercalculateur. Elle compterait 2 200 employés pour un chiffre d'affaires de 1,3 milliard de dollars en 2018.
En juin 2019, Sugon est l'objet avec 4 autres entreprises chinoises de sanctions commerciales de la part du département du Commerce des États-Unis,,,.
En 2020, Sugon est intégrée à la liste de Communist Chinese Military Companies définie par le département de la Défense des États-Unis, interdisant à des entreprises ou des ressortissants américains de détenir ses titres financiers.